# Andrei Jurjewitsch Kossinski
Andrei Jurjewitsch Kossinski (russisch Андрей Юрьевич Косинский; * 12. Mai 1957 in Leningrad) ist ein russischer Komponist und Sänger.

## Leben und Wirken
Er komponiert seit Mitte der 1980er Jahre für zahlreiche Künstler. Sein Debütalbum mit seinem eigenen Gesang erschien 1996. Er sollte ursprünglich Russland beim Eurovision Song Contest 1996 mit dem Popsong Ja eto ja vertreten, wurde aber in der Qualifikationsrunde herausgewählt und durfte am eigentlichen Wettbewerb nicht teilnehmen.
Er komponierte Titel für Waleri Leontjew, Stas Pjecha, Laima Vaikule und viele mehr.